# Lemairegisa
Lemairegisa is een geslacht van vlinders van de familie tandvlinders (Notodontidae).

## Soorten
- L. argentilinea Druce, 1909
- L. asaphina Schaus, 1939
- L. benderi Thiaucourt, 1981
- L. brabilla Dognin, 1910
- L. bractea Felder, 1874
- L. branda Schaus, 1928
- L. canola Schaus, 1937
- L. concordens Dyar, 1919
- L. conspicua Butler, 1878
- L. elegans Thiaucourt, 1987
- L. grammodes Felder, 1874
- L. lanassa Druce, 1890
- L. lignistriata Schaus, 1901
- L. magnistrigata Dognin, 1923
- L. maltha Schaus, 1906
- L. maonica Schaus, 1906
- L. marcella Schaus, 1911
- L. mixta Möschler, 1883
- L. omaiensis Schaus, 1904
- L. pittieri Schaus, 1924
- L. toulgoeti Thiaucourt, 1987
- L. viridis Schaus, 1906